# Podgorska deklaracija o položaju i javnoj uporabi hrvatskoga jezika u Republici Hrvatskoj i Europskoj uniji
Podgorska Deklaracija o hrvatskom jeziku je deklaracija o hrvatskom jeziku.
Dokument je koji je donesen 22. svibnja 2010., nakon znanstvenog skupa koji se održao u Podgori, u sklopu Dana don Mihovila Pavlinovića. Deklaracija je bila završni dokument. Na skupu koji je nosio naziv Hrvatski jezik – jedan od službenih jezika Europske unije na kojem su izlagali ugledni jezikoslovci/Hrvatski jezik - od politički nepriznatoga jezika (do 1870.) do jednoga od službenih jezika Europske unije, izlagali su:
- dr. sc. Dunja Brozović Rončević (Hrvatski jezik na pragu ulaska Hrvatske u Europsku uniju)
- dr. sc. Željka Brlobaš (Pavlinovićevi razmišljaji o hrvatskome jeziku)
- dr. sc. Ivan Marković (Mihovil Pavlinović i Dragutin A. Parčić)
- dr. sc. Jurica Budja (Leksik Pavlinovićeva „Radiše“
- Smiljana Šunde (Podgorska prezimena kojih nema i toponimi kojih ima)
- dr. sc. Domagoj Vidović (Utjecaj migracija na toponimiju i antroponimiju Makarskoga primorja)
- dr. sc. Mijo Lončarić (Pavlinovićev jezik i govor Podgore)
- dr. sc. Ivana Kurtović Budja (Podgorski govor danas)
- dr. sc. don Drago Šimundža (Lik i značenje don Mihovila Pavlinovića)
- mr. sc. Snježana Zima (Kako je „scr“ postao „hrv“)
- dr. sc. fra Andrija Nikić (Od Humačke ploče do ukidanja hrvatskih medija)

Deklaraciju je Dunja Brozović, ravnateljica Instituta za hrvatski jezik i jezikoslovlje uručila predsjedniku hrvatskog Sabora Luki Bebiću.
Deklaracijom je istaknuto da bez obzira na nova vremena i novi izazove ostaje činjenica da je "trajna svijest o jeziku kao bitnom dijelu hrvatskoga identiteta koji valja čuvati i njegovati".
U deklaraciji je naglašeno kako je potrebno donijeti zakone o jeziku i primjeni standardnog jezika koji postoje u svim europskim zemljama, bez obzira na ugroženost svog jezika, a da znanstvene, stručne i državene ustanove sve do prijama u EU moraju sustavno, odgovorno i stvarateljski njegovati hrvatski standardni jezik. Navedeno je da to mora biti ne na nekom uskom krugu, nego u svakodnevnici, na svim područjima društvenog, gospodarskog i stručnog života.
Istaknuta je vremenska dimenzija, odnosno da je za hrvatsku kulturu bitno to učiniti prije ulaska u EU, zbog same egzistencije hrvatskog jezika i njegove budućnosti, jer su se bile pojavile inicijative iz hrvatskoj kulturi nesklonih krugova, koje su htjele da se države Južnih Slavena ne prihvate sa svojim vlastitim jezicima nego nekakvim deluzivnim fantomskim zajedničkim makro jezikom "bosansko-srpsko-hrvatskim". Stoga se je deklaracijom pozvalo Sabor neka do kraja tekuće godine (2010.) donese Zakon o javnoj uporabi hrvatskog jezika.
Deklaracija se pozvala na pravne temelje (Ustav RH u čl. 12) prava hrvatskog jezika na postojanje pod svojim imenom. Naglasilo se da Hrvatska ima svako i potpuno pravo zaštititi ime i položaj hrvatskog jezika u EU. Napomenuto je da današnjoj Europi temelj čini višejezičnost te načelo kojim se poštuje i njeguje jezična i kulturna raznolikost.
Kao primjer se je navelo kako se je takvom borbom izborilo da hrvatski jezik u međunarodnoj normi više nije pod jarmom kratice SCR, koja je bila kraticom za centaurski spoj srpsko-hrvatski, nego za kraticu HRV, čime je hrvatski napokon dočekao da ga se u međunarodnom okružuju priznaje kao samostalni jezik, bez ikakvih umjetnih obrednih privjesaka.